# Silverlaktat
Silverlaktat (Argentum lacticum, ålderdomligt namn även mjölksyrat silver) är silversaltet av mjölksyra, och har summaformeln Ag·C3H5O3·H2O. Det är ett vitt, vattenlösligt pulver.
Silverlaktat har under namnet aktol använts som sårantiseptikum, och användes i mycket utspädd lösning (1:2 000).